# Житков, Михаил Андреевич
Михаил Андреевич Житков (1802—1869) — генерал-лейтенант русской императорской армии, командир Кексгольмского гренадерского полка.
Его брат Константин (1805—1851) был гвардии полковником и за отличие в Венгерском походе 1849 года был награждён орденом Св. Георгия 4-й степени.

## Биография
Родился 3 (15) сентября 1802 года.
В военную службу вступил прапорщиком 20 января 1820 года, служил по гвардейской пехоте.
В 1831 году принимал участие в подавлении восстания в Польше, за отличие был награждён орденом Св. Анны 3-й степени с бантом и польским знаком отличия за военное достоинство (Virtuti Militari) 4-й степени.
В 1849 году, 6 декабря он был произведён в генерал-майоры и 29 декабря назначен командиром Кексгольмского гренадерского императора Австрийского (будущего гвардейского) полка. Одновременно с 1855 года командовал 5-й гвардейской пехотной бригадой (куда входил Кексгольмский полк), с которой во время Крымской войны находился в Финляндии, прикрывая побережье Балтийского моря от возможной высадки англо-французских войск.
22 июля 1858 года Житков вышел в отставку с производством в генерал-лейтенанты. Скончался 23 апреля (5 мая) 1869 года в Санкт-Петербурге, похоронен на Смоленском православном кладбище.

## Награды
Среди прочих наград Житков имел ордена:
- Орден Святой Анны 2-й степени (1839 год, императорская корона к этому ордену пожалована в 1845 году)
- Орден Святого Георгия 4-й степени (17 декабря 1844 года, за беспорочную выслугу 25 лет в офицерских чинах, № 7171 по кавалерскому списку Григоровича — Степанова)
- Орден Святого Владимира 3-й степени (1847 год)
- Орден Святого Станислава 1-й степени (1852 год)
- Орден Святой Анны 1-й степени (1856 год)
- австрийский орден Леопольда, Командорский крест (1850)